# Gordon Hunter (cầu thủ bóng đá, sinh năm 1954)
Gordon Greig Hunter (sinh ngày 8 tháng 11 năm 1954) là một cựu cầu thủ bóng đá người Anh thi đấu ở vị trí hậu vệ ở Football League cho York City, ở bóng đá non-League cho Northwich Victoria và từng đầu quân cho Shrewsbury Town mà không có một trận quốc nội nào.